# Schneewittchen (Rose)
Die Rosensorte Schneewittchen (syn. Iceberg und Fée de Neiges) wurde von W. Kordes’ Söhne 1958 aus den Sorten 'Robin Hood' × 'Virgo' gezüchtet. Der Name leitet sich vom Märchen Schneewittchen – „wer ist die Schönste im ganzen Land?“ – ab.

## Eigenschaften und Verwendung
Schneewittchen ist eine moderne Strauchrose aus der Gruppe der Floribundarosen, blüht weiß, halb gefüllt, mit einem leichten Duft. Sie wird bis 150 cm hoch und kann als Beetrose, in Gruppenpflanzung, für Hecken oder in Kübelpflanzung verwendet werden. Schneewittchen ist gut frosthart, robust und gedeiht auch im Halbschatten.
Die Kletterrose „Climbing Schneewittchen“ (syn. 'Climbing Iceberg') ist ein 1968 entdeckter Sport von 'Schneewittchen', fast stachellos und wird etwa 3 m hoch.
Ein weiterer Sport mit kräftiger rosa Farbe, 'Brilliant Pink Iceberg' (syn. 'PRObril'), wurde 1999 in Weatherley, Australien entdeckt.
Durch ihre positiven Eigenschaften wurde Schneewittchen im Verlauf von Jahrzehnten zu einer der weltweit am häufigsten kultivierten Rosensorten. 1983 wurde Schneewittchen zur Weltrose gewählt. Da es mittlerweile jedoch weiße Sorten mit vergleichbaren Eigenschaften gibt, die weniger anfällig für Krankheiten wie Rosenmehltau und Sternrußtau sind, wurde ihr das Prädikat ADR-Rose im Jahr 2004 wieder aberkannt.
Durch ihre positiven Eigenschaften wurde Schneewittchen auch zu einem wichtigen Elternteil für die von David Austin gezüchteten Englischen Rosen u. a. für
1983: 'Graham Thomas' und 'Perdita', 1984 'Belle Story', 'Dove' und 'Heritage', 1985 'Emanuel', 1986 'Claire Rose', 'English Garden' und 'Swan'. Darüber hinaus wurde die Rosensorte auch zur Züchtung von Floribundarosen, wie etwa der weißen 'Kristall' eingesetzt.

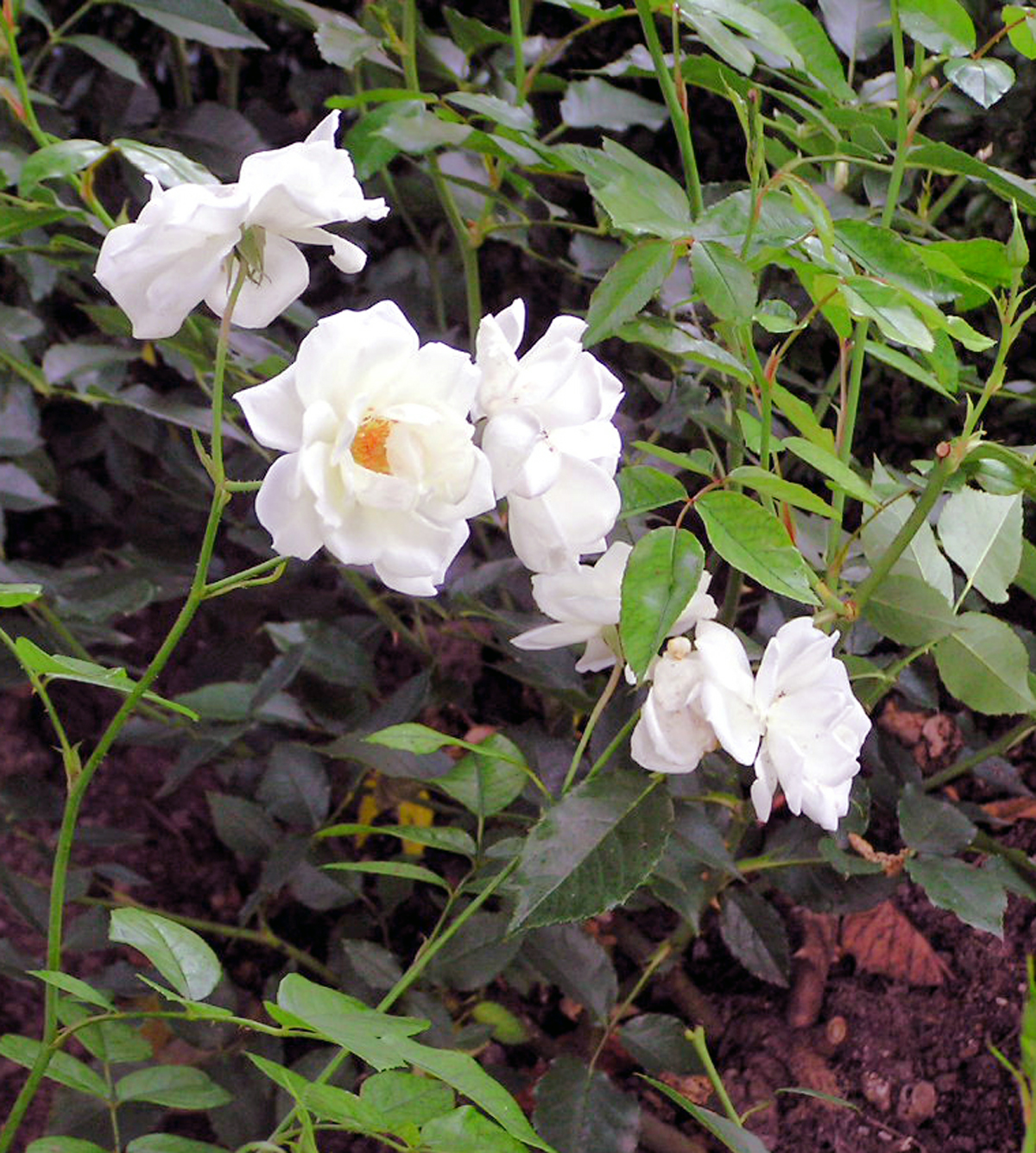
Rose 'Schneewittchen'
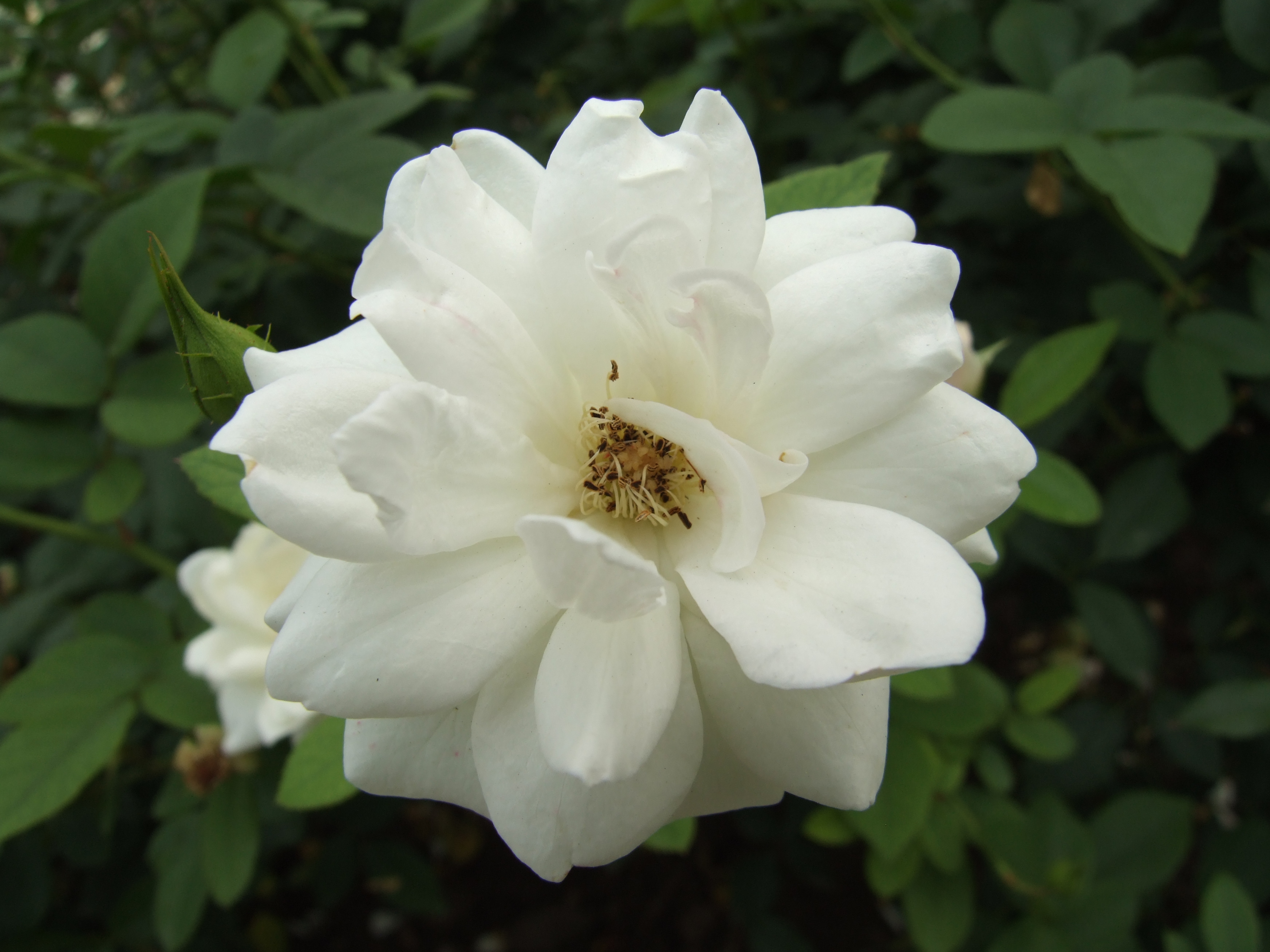
Rose 'Schneewittchen'
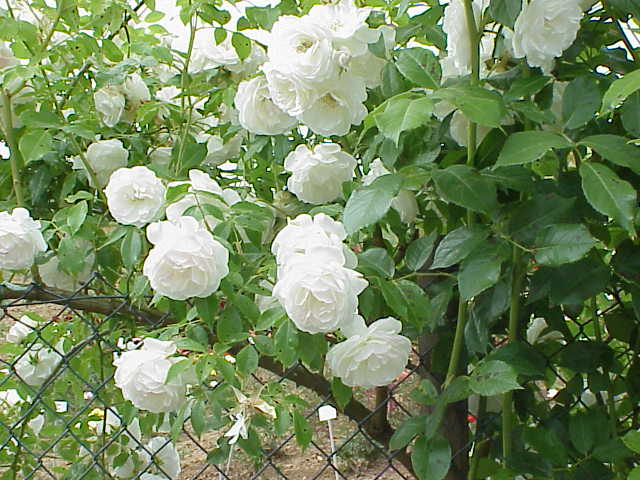
Rose 'Climbing Schneewittchen'
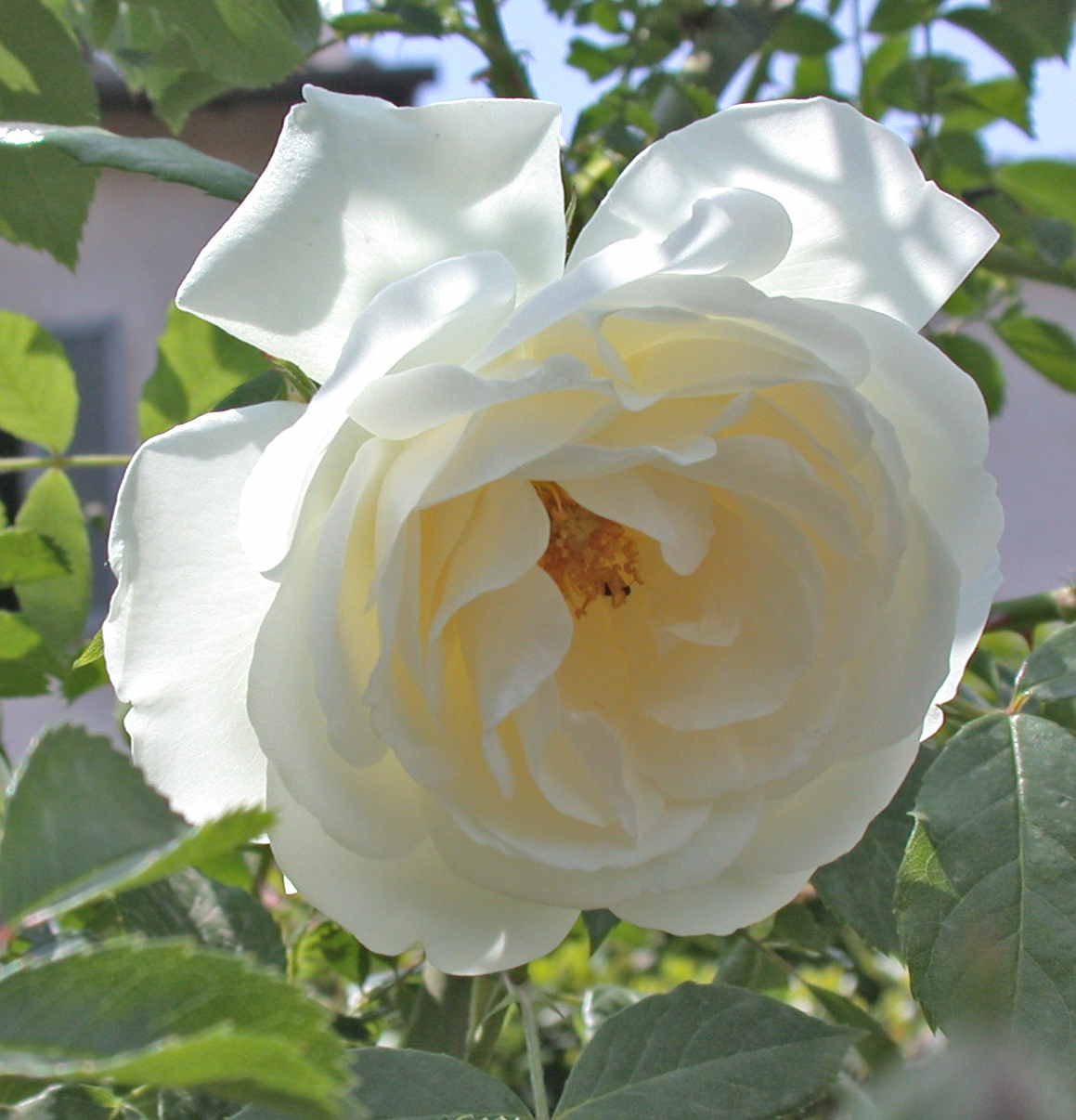
Rose 'Climbing Schneewittchen'
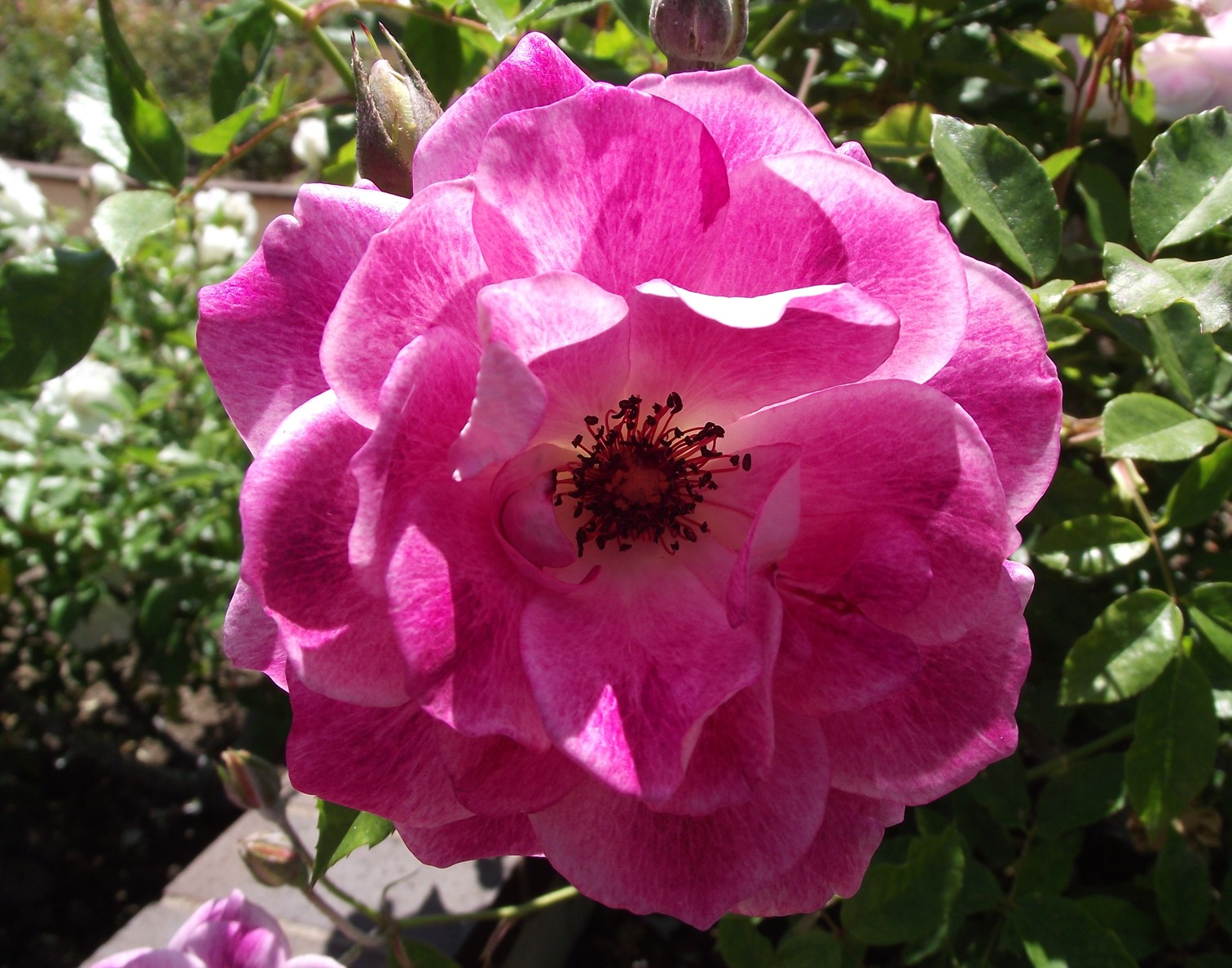
Rose 'Brilliant Pink Iceberg'

## Auszeichnungen
- RNS Gold 1958
- ADR-Rose 1960 (Prädikat 2004 aberkannt)
- Weltrose 1983
- RHS 1993